# Alexandre Bloch
Alexandre Bloch (* 29. Mai 1857 in Paris; † 11. November 1919 ebenda) war ein französischer Genre- und Landschaftsmaler.

## Leben
Bloch war der Sohn von Henri Bloch und dessen Frau Hélène (geborene David). Er wurde in der Rue Cronehet 3 geboren. Bloch war ein Schüler von Gérome und Bastien Lapage. 1911 erhielt er den Rang eines Chevalier in der Ehrenlegion. Er verstarb im 20 Pariser Arrondissement. Bei seinem Tod war er als Militär-Maler akkreditiert.

## Werke (Auswahl)

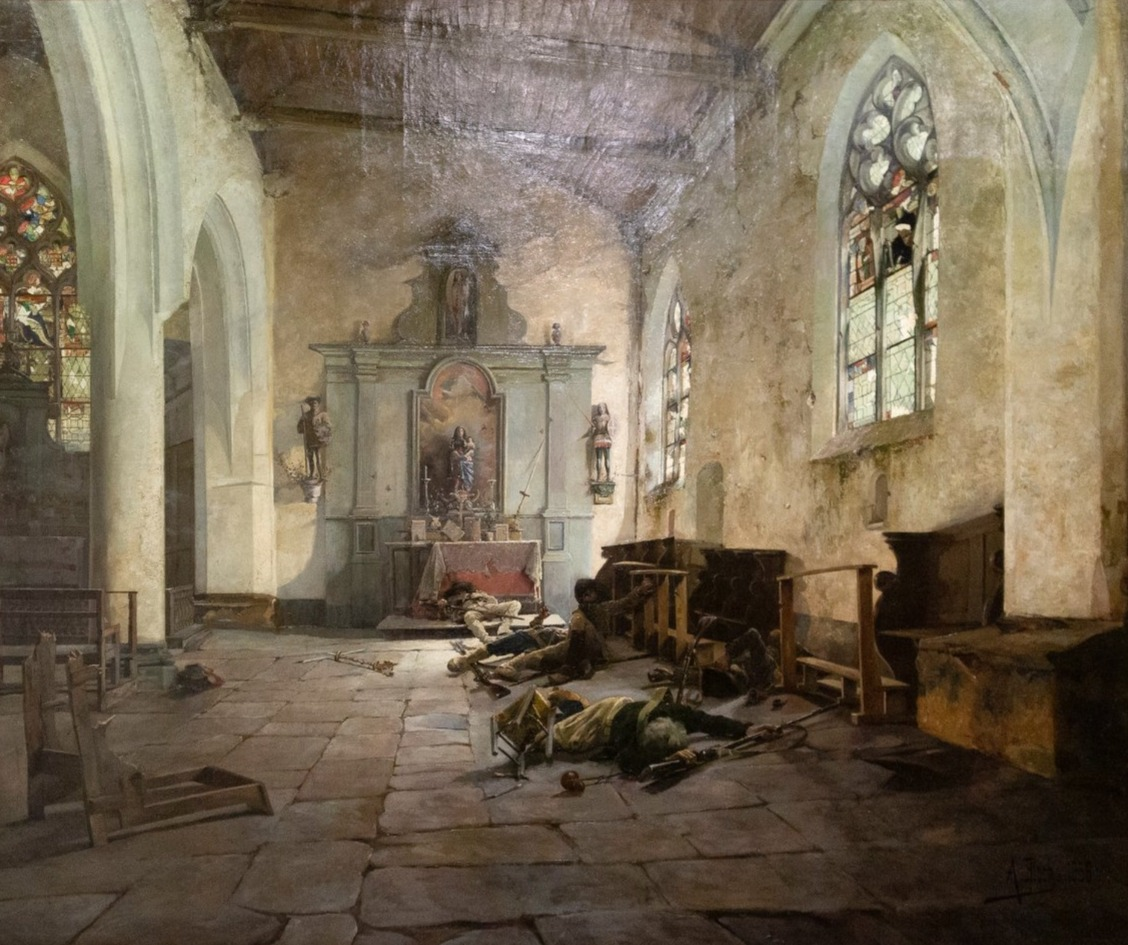
La Chapelle de La Madeleine à Malestroit, 1886
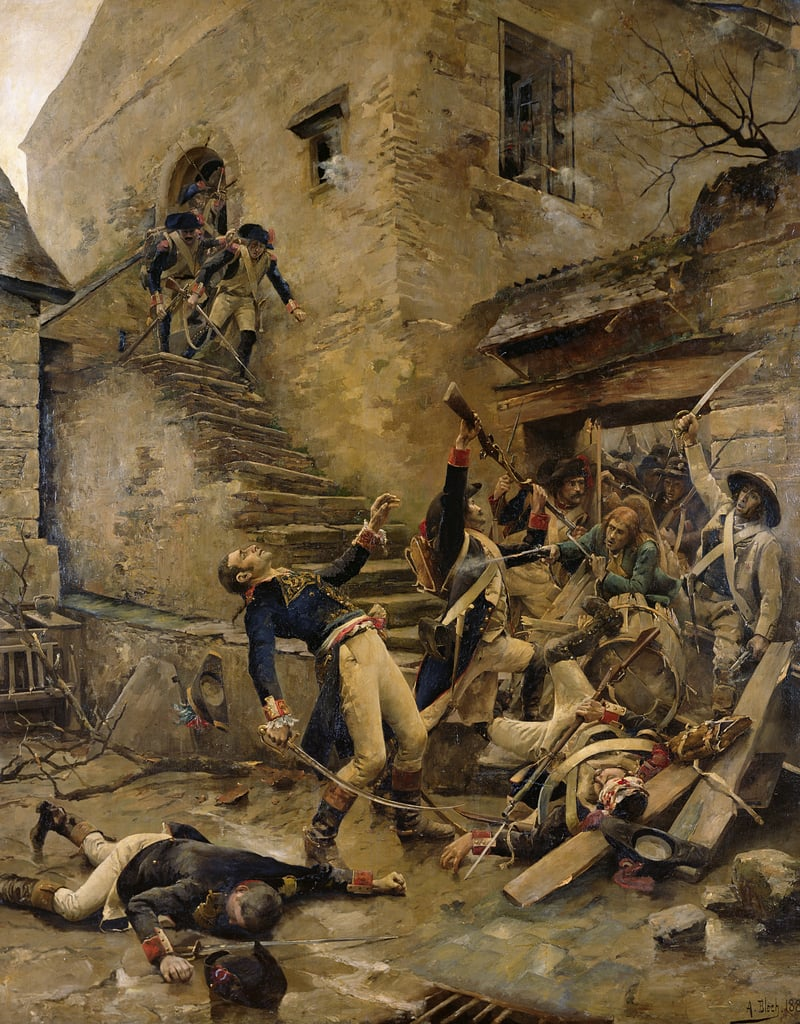
Blessé du général républicain Beaupuy 1888.
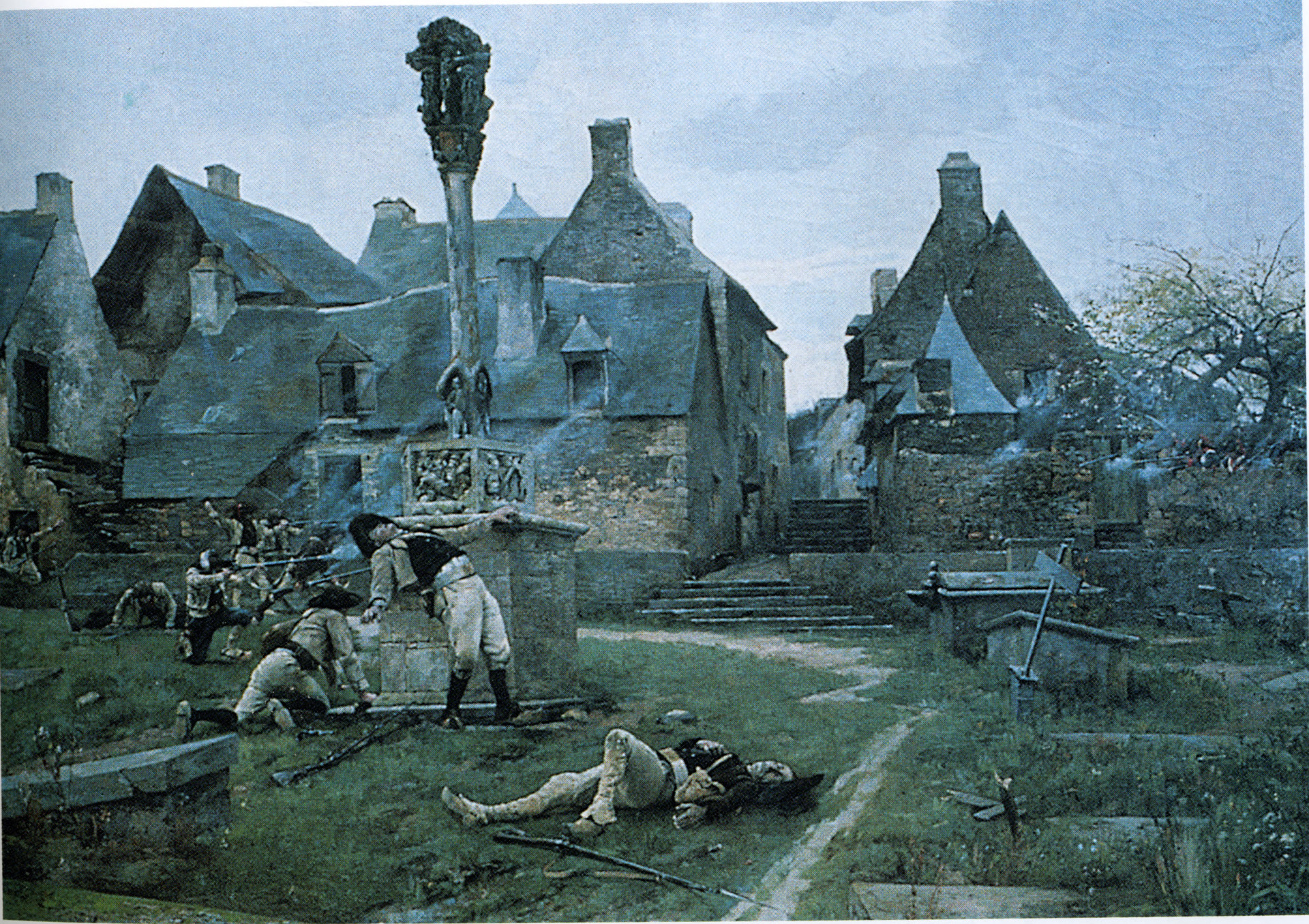
La défense de Rochefort-en-Terre le 26 mars 1793, 1885